# Tramway Histórico de Buenos Aires
El Tramway Histórico de Buenos Aires es la denominación de un museo viviente de tranvías, el cual brinda paseos con fines turísticos e históricos en el Barrio de Caballito, en la Ciudad de Buenos Aires. Este emprendimiento fue inaugurado el 15 de noviembre de 1980 por la Asociación Amigos del Tranvía. Los tranvías recorren un trayecto de 2 km, partiendo desde la esquina de Emilio Mitre y José Bonifacio. La colección del Museo está conformada por material rodante que ha sido localizado, adquirido y restaurado por la AAT, preservando el mismo esquema (inclusive los carteles) que lucía cuando estaban operativos. El servicio es gratuito y opera los fines de semana y feriados.

## Historia

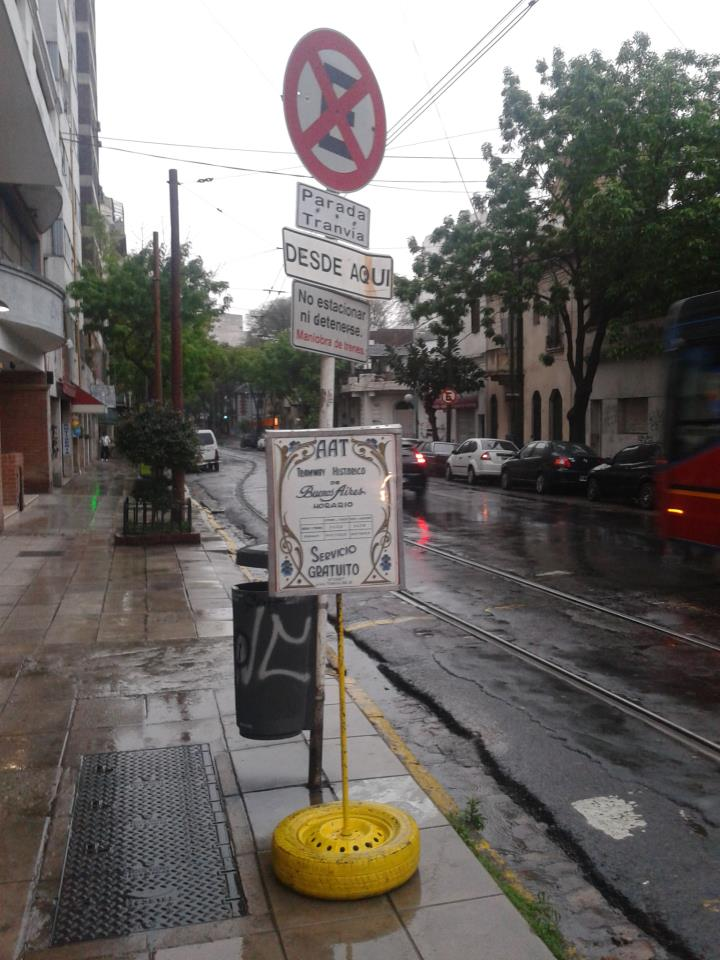
Parada del tranvía en Emilio Mitre.

Si bien desde su fundación el 16 de julio de 1976, la Asociación Amigos del Tranvía había previsto la creación de un servicio tranviario histórico-turístico que aprovechase el tendido en "loop" cerrado que Subterráneos de Buenos Aires utilizaba en el barrio de Caballito para el movimiento entre la rampa de acceso al túnel de la línea "A" y el Taller "Polvorín", el proyecto se pudo materializar recién en 1980, cuando la Entidad logró adquirir un tranvía originario de Oporto, Portugal. El servicio de aquella ciudad se prestaba con vehículos "Brill" de 28 y 32 asientos, estos últimos idénticos a los de la Compañía Lacroze de Buenos Aires, la cual también los había adquirido a la casa J.G. Brill de Philadelphia a partir de 1907 y que circularon por Buenos Aires entre 1907 y 1939.
Entonces, la AAT concretó a comienzos de julio de 1980 la adquisición del coche Nro. 258 de aquella ciudad lusitana, y una vez arribado a Buenos Aires a comienzos de agosto de 1980, fue reformado lo necesario como para reproducir fielmente el esquema de pintura y otros detalles particulares de los Lacroze porteños. De esta manera, y una vez finalizados dichos trabajos, la Línea Histórica comenzó a funcionar el 15 de noviembre de 1980.
En abril de 1982 se adquiere otro tranvía de Oporto, el Nro. 252 (también otro modelo Brill 32), esta vez para obtener una réplica de la serie "belga" (600 al 799) de la Compañía Anglo Argentina de Tramways Ltda. Fue entonces restaurado y renumerado, pasando a ser el 652, e inaugurado el 26 de noviembre de 1983. Ese mismo año ayudan a Subtes de Buenos Aires en la restauración del coche Nro. 3 de la Línea A, uno de los 4 UEC de Preston, Inglaterra, que integraban la flota de dicha línea.
Hacia 1987 es donado por las autoridades de transporte de Bruselas el denominado coche 9069, el cual es restaurado manteniendo el esquema original comenzando a operar al año siguiente.
El año 1989 supone una sorpresa y un desafío; la AAT logra localizar la carcasa abandonada del Coche 3361, construido en 1958 por Fabricaciones Militares. La particularidad del mismo radica en el hecho de ser el último modelo en circular por Buenos Aires. Comienza un intensivo trabajo de restauración completa del vehículo. 
A comienzos de 2001, Subtes de Buenos Aires cede a la AAT los coches Ns. 2 y 3 "Preston"; ese último era el que había sido restaurado en 1983.
En noviembre de 2000 se pone en funcionamiento al Coche 3361. Un año después, el 14 de noviembre de 2001, Subterráneos de Buenos Aires cede las denominadas Zorra 2000 y Zorra 5, dos vehículos utilizados originalmente en el mantenimiento de la red tranviaria. Días antes, el Coche 652 había sido utilizado en el rodaje de la película La fuga.
Subterráneos de Buenos Aires dona, en julio de 2002, dos coches que habían formado parte de la inauguración de la Línea B en 1930.
En 2004 son localizados los restos del PM2 Lagarto, que había sido parte de la primera flota del Premetro de Buenos Aires. El 19 de abril de 2004 fue llevado a Polvorín, y tras un titánico trabajo de restauración y remotorización, se lo inauguró en medio del festejo de los 30 años de la Asociación, el 16 de julio de 2006.
Hacia finales de 2006 se adquiere la carrocería del Coche 4 de la Línea A, otro UEC, que había sido radiado en 1976 y vendido a un particular. En noviembre de ese año fue llevado a Polvorín donde se encuentra a reguardo y al aguardo de poder iniciar su restauración.
Durante los festejos del Bicentenario de Argentina, los coches UEC 2 y 3 de la Línea A fueron trasladados hasta la estación Primera Junta ehxibiéndose allí el 25 de mayo de 2010. Ese mismo año, el Tramway Histórico recibe la distinción de ser uno de los 12 hitos en el quehacer tranviario mundial durante los últimos 30 años, otorgado por la Light Rail Transit Ass.(UK) a través de su revista Tramways & Urban Transit.

## Recorrido
| uSTR+l | uSTRfq | uSTRfq | uSTRfq | uSTRfq | uSTRfq | uSTRfq | uSTR+r |

| uSTR |  |  |  |  |  |  | uSTR |

| uSTR |  |  |  |  |  |  | uSTR |

| uSTR |  |  |  |  |  |  | uSTR |

| uSTRl | uABZq+l | uBHFq | uSTRgq | uABZqr | uSTRgq | uSTRgq | uSTRr |

|  | uKBHFe |